# Schirrhein
Schirrhein es una localidad y comuna francesa, situada en el departamento de Bajo Rin en la región de Alsacia.

## Demografía
| 1763 | 1882 | 1987 | 1921 | 1850 | 2027 |
| Para los censos de 1962 a 1999 la población legal corresponde a la población sin duplicidades (Fuente: INSEE [Consultar]) |      |      |      |      |      |

## Personajes célebres
Oscar Heisserer, futbolista, capitán del equipo nacional de Francia.